# هوکوئی، توتوری
هوکوئی، توتوری (به لاتین: Hokuei, Tottori) یک منطقهٔ مسکونی در ژاپن است که در استان توتوری واقع شده‌است. هوکوئی  ۱۴٬۷۶۰ نفر جمعیت دارد.